# Młodzieżowe Drużynowe Mistrzostwa Polski na Żużlu 1993
Młodzieżowe Drużynowe Mistrzostwa Polski 1993 – zawody żużlowe, mające na celu wyłonienie medalistów młodzieżowych drużynowych mistrzostw Polski w sezonie 1993. Rozegrano eliminacje w czterech grupach oraz finał.

## Finał
- Wrocław, 21 września 1993
- Sędzia: Lechosław Bartnicki

| Msc |                                                                                      | Drużyna / Zawodnik                                | Biegi                 | Punkty |
| --- | ------------------------------------------------------------------------------------ | ------------------------------------------------- | --------------------- | ------ |
| 1   |                                                                                      | Unia Tarnów                                       | Unia Tarnów           | 33     |
| 1   | Grzegorz Rempała Mirosław Cierniak Grzegorz Mróz Paweł Jachym Paweł Świerzb          | (3,d,w,1,3) (2,3,2,3,0) (1,1,1,2,1) (1,3,2,3,1)   | 7 10 6 10 ns          |        |
| 2   |                                                                                      | Apator Elektrim Toruń                             | Apator Elektrim Toruń | 32     |
| 2   | Tomasz Bajerski Tomasz Świątkiewicz Waldemar Walczak Wiesław Jaguś Adam Sondej       | (0,2,3,0,2) (2,u,3,2,1) (2,2,1,2,2) (2,1,w,3,3)   | 7 8 9 ns              |        |
| 3   |                                                                                      | Sparta-Polsat Wrocław                             | Sparta-Polsat Wrocław | 31     |
| 3   | Piotr Baron Waldemar Szuba Krzysztof Zieliński Ryszard Jasik Wiktor Iwański          | (3,2,w,2,3) (0,3,2,1,2) (3,2,3,2,2) (1,w,0,w,w)   | 10 8 12 1 ns          |        |
| 4   |                                                                                      | Morawski Zielona Góra                             | Morawski Zielona Góra | 23     |
| 4   | Piotr Protasiewicz Mariusz Szańczuk Grzegorz Walasek Tomasz Kruk Andrzej Szczotarski | (3,3,3,3,3) (0,1,2,0,0) (w) (1,1,1,u) (0,0,1,0,1) | 15 3 0 3 2            |        |